# Simplicia solomonensis
Simplicia solomonensis is een vlinder uit de familie van de spinneruilen (Erebidae). De wetenschappelijke naam van de soort is voor het eerst geldig gepubliceerd in 1929 door A.E. Prout. De soort wordt aangetroffen op de Salomonseilanden.